# تایلند غربی

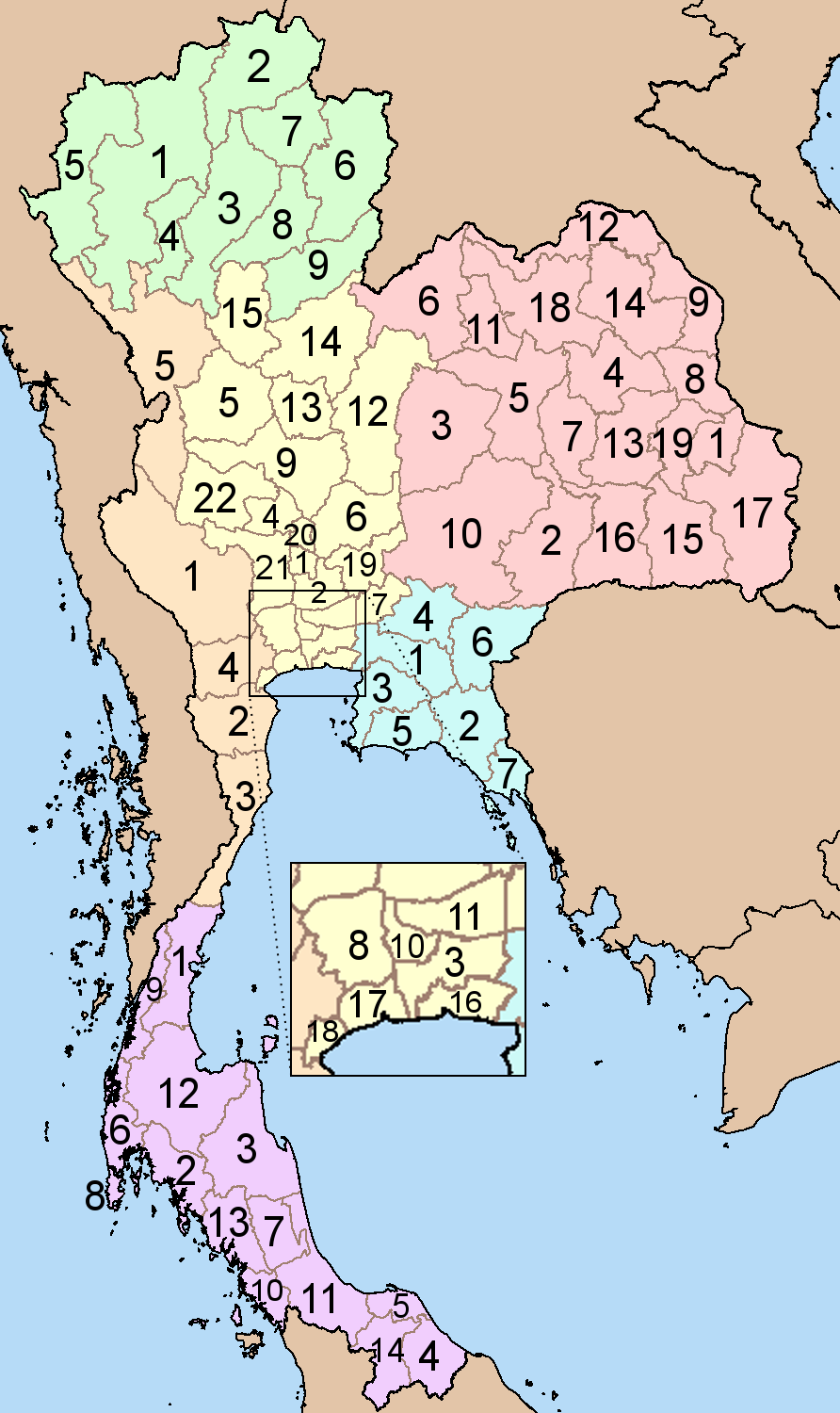
نقشهٔ تایلند و شش ناحیه آن. ناحیه باختری با رنگ نارنجی مشخص شده است.

ناحیه باختری تایلند یکی از شش منطقه جغرافیایی کشور تایلند است که بر اساس تقسیمات کشوری این کشور تعریف می‌شود .
منطقه مرکزی تایلند شامل ۵ استان به شرح زیر است:
1. پتچابوری
2. راتچابوری
3. تاک
4. پراچواپ خیری خان
5. کانتچانابوری